# Další vzdělávání
Další vzdělávání je forma vzdělávání dospělých osob po vstupu na trh práce, zpravidla plynule navazuje na formální počáteční vzdělávání. Jedná se tedy o celoživotní proces učení, který dospělého jedince buď posouvá na vzdělanostním žebříčku, nebo mu rozšiřuje povědomí v oboru jeho činnosti či nad rámec jeho dosavadního zájmu. Další vzdělávání je zaměřeno na rozvíjení postojů, znalostí, schopností, vědomostí, dovedností a kompetencí klíčových pro konkurenceschopnost vzdělávaného nebo pro jeho lepší uplatnění ve společnosti.
Další vzdělávání je považováno za efektivní nástroj, jenž může přispívat ke zlepšení ekonomických, sociálních i environmentálních podmínek v zemi, může účinně přispívat k růstu konkurenceschopnosti i podporovat rozvoj a růstu ekonomické dynamiky a znalostí společnosti. Navazuje na stupně počátečního vzdělávání (ZŠ) a úzký vztah má i s terciárním vzděláváním (SŠ, VŠ).

## Nutnost a účel dalšího vzdělávání
- Druhá šance pro lidi, kteří z nějakého důvodu nezískali vzdělání podle svých potřeb nebo v určitém úseku svého života o toto vzdělání neměli zájem.
- Odborné vzdělávání a zvyšování kvalifikací a kompetencí – efektivnější postavení na trhu práce, prohloubení získané kvalifikace (dovedností a znalostí), pocit seberealizace a následné zkvalitnění sociálního postavení ve společnosti.
- Rozvoj schopností plnit sociální role v rodině, sociálním a občanském životě.
- Rozvoj kulturních a všeobecných znalostí nebo schopnosti trávit hodnotně volný čas.
- V mnoha společnostech se doplňuje individuální rozvoj se záměrem spojit jej se sociálním cítěním, solidaritou, sociální soudržností, výchovou k občanství.[2]

Dalším vzděláváním dospělých se podrobně zabývá andragogika.

## Formální a neformální další vzdělávání
Formální další vzdělávání je legislativně ukotveno a probíhá zpravidla ve vzdělávacích institucích s předem daným vzdělávacím programem. Výstupem je nejen širší povědomí v daném oboru, ale také všeobecně uznávaný certifikát o absolvování takového vzdělávání.
Neformální další vzdělávání je celoživotní učení, které nevede k posunu na vzdělanostním žebříčku a rozšiřuje a ukotvuje vědomosti v dané oblasti zájmu. Jedná se například o umělecké, sportovní, politické či jiné aktivity. Toto vzdělávání je organizováno různými subjekty, jako jsou neziskové organizace, vzdělávací centra, profesní asociace, spolky, úřady práce apod.

## Formy dalšího vzdělávání
Další vzdělávání lze také členit na profesní vzdělávání (rozvíjení znalostí a schopností vyžadovaných pro výkon určitého povolání), občanské vzdělávání (vede k všeobecnému přehledu o dění kolem nás - informální učení) a zájmové vzdělávání (volnočasové aktivity směřující k uspokojení osobních zájmů).
Další vzdělávání může mít formu podnikového vzdělávání, které je organizované přímo zaměstnavatelem. Podnikové další vzdělávání zahrnuje zvyšování kvalifikace zaměstnanců, rekvalifikace nebo přípravu pracovníků na pozice ve firmě.
Další vzdělávání může mít také podobu praktického zaučení se na určitou pozici, například prostřednictvím odborné praxe či stáže ve firmě nebo podniku. Tímto způsobem lze získat odborné kompetence, které může člověk využít při hledání nového zaměstnání.

## Faktory ovlivňující další vzdělávání
Důležitým faktorem účasti v dalším vzdělávání je dosažený stupeň vzdělání. Vyšší míru účasti ve vzdělávání vykazovali dospělí lidé s vyšší úrovní vzdělání.
Další faktory:
- Ocenění profesní přípravy – možnost vyššího výdělku.
- Nabídka vzdělávacích aktivit.
- Finanční náklady.
- Vývoj na trhu práce.
- Sociální zázemí.

## Stáž jako nástroj dalšího vzdělávání
Mezi efektivní formu dalšího vzdělávání, kdy je možné dosáhnout praktického vzdělávání založeného na reálných požadavcích trhu, se řadí stáže ve firmách. Hlavním přínosem pro stážisty je získání praktických zkušeností a znalostí ve svém oboru, nových kontaktů a sebevědomí, čímž stážista zvýší svou konkurenceschopnost na trhu práce. Stáže ve firmách nepředstavují pro stážisty pouze investici do své vlastní budoucnosti, ale existuje také reálná šance pro získání nového zaměstnání přímo ve firmě. Poskytovatelé stáží (firmy) mají zase ojedinělou možnost vychovat si budoucí odborníky v oblasti, ve které podnikají.
Stáže ve firmách, jako účinný nástroj dalšího profesního vzdělávání, mohou zejména řešit nedostatek praxe absolventů škol nebo eventuálně osob, např. nezaměstnaných, rodičů na/po rodičovské dovolené, atd., které se na trh práce vracejí po určité pauze, kdy byly bez stálého místa a situace v jejich oboru se za tu dobu změnila.
Oblasti dalšího vzdělávání se v České republice do roku 2019 věnoval například Fond dalšího vzdělávání, příspěvková organizace Ministerstva práce a sociálních věcí ČR. Projektem, který se zaměřuje na poskytnutí stáží ve firmách studentům, je i Cesta pro mladé. Obdobným projektem pro dospělé je projekt s názvem Vzdělávání praxí.

## Bariéry v dalším vzdělávání
Bariérou je myšlena překážka, která brání vykonávání nějaké činnosti.Nejčastější překážkou v dalším vzdělávání je vysoká cena. Občas kvalita ceně kurzu neodpovídá. Často se stává, že poskytovatelé těchto služeb snižují kvalitu kurzů za účelem snížení ceny. Některé kurzy, které lidé považují pro svůj rozvoj za důležité, jsou dostupné i pro nízkopříjmovou část populace, protože je financují zaměstnavatelé nebo stát.

### Druhy bariér
Situační bariéry jsou překážky v ekonomické nebo sociální stránce jedince. Nejčastěji se jedná o nedostatek financí na zaplacení kurzu nebo o nedostatek času z důvodu péče o rodinu. Do situačních bariér se taky řadí zdravotní komplikace, které jedinci neumožňují účast na vzdělávání. Příklad situačních bariér:Jakákoliv zdravotní indispozice (např. omezený pohyb, který brání účastníkovi fyzické účasti na kurzech).
Institucionální bariéry souvisejí s organizací a kvalitou nabízených kurzů. U některých kurzů chybí dostatek informací, které by zájemce o vzdělávání měl vědět. Dále některé kurzy neodpovídají cenou a nacházejí se na úrovni nízké kvality. Právě tyto důvody mohou být odrazující. Příklad institucionálních bariér: Jedinec nemůže dohledat dostatek informací o nabízeném kurzu. Jelikož nenajde to, čeho se dotazuje, automaticky se jeho zájem o vzdělávání zmenší.
Osobnostní bariéry jsou spojeny s přístupy a postoji jedinců ke vzdělávacím aktivitám. Jedinec si sám sobě klade překážky nebo trpí nedostatkem motivace. Motivace je při překonávání bariér velmi důležitá. Motivaci člověk může nabrat úplně kdekoliv, například v zaměstnání, kde jej motivuje povýšení či zvýšení osobního ohodnocení. Osoba poté vidí velký potenciál ve vzdělávání. Kromě motivace zde lze řadit skepticismus. Většina lidí nevěří, že by jim další vzdělání mohlo vylepšit současnou pracovní pozici nebo že je učení se přínosné pro život. Příklad osobnostních bariér: Osoba, která má zájem o nějaký kurz žije v přesvědčení, že vzdělávání je pouze pro mladé osoby. Pokud má vyšší věk, může zrovna to být překážkou, proč se do daného kurzu nezapíše.

### Nejčastější bariéry při vzdělávání českých občanů
1. Nedostatek finančních prostředků
2. Účast na kurzech je pro lidi bezvýznamná
3. Lidé jsou příliš zaneprázdněni svým zaměstnáním, a tak na další vzdělávání nemají čas
4. Podceňují se a mají obavy, že by kurz nezvládli
5. Na další vzdělávání nemá jedinec dostatečné vzdělání

Je patrné, že většina bariér vyplývá z osobního nastavení každého jedince. Pokud si jedinec na další vzdělávání nevěří, odrazuje sám sebe.

### Minimalizování bariér
O minimalizování bariér hovoří UNESCO ve své publikaci Embracing a culture of lifelong learning. Navrhuje kroky, které by mohly bariéry zčásti odbourat. Publikace nastiňuje hlavní rysy, jak vytvořit vzdělávací prostředí dostupné pro všechny. Má za cíl nabídnout všem lidem účast na dalším vzdělávání bez ohledu na jejich sociální zázemí.